# Equal-cost multi-path routing
Equal-cost multi-path routing (ECMP) est une stratégie de routage qui a pour objectif d'augmenter la bande passante disponible en équilibrant la charge de trafic sur plusieurs chemins. L'ECMP est utilisé lorsque l'acheminement du paquet vers une seule destination peut se faire par le biais de plusieurs chemins qui ont été déterminés comme meilleur et de cout égal par un algorithme de routage. L'ECMP peut être mis en œuvre avec la plupart des protocoles de routage, puisqu'il s'agit d'une décision par saut qui est limitée à un seul routeur.
Divers protocoles de routage permettent le routage ECMP notamment Open Shortest Path First (OSPF), Intermediate System to Intermediate System (ISIS), Enhanced Interior Gateway Routing Protocol (EIGRP) et Border Gateway Protocol (BGP).

## Fonctionnement
L'ECMP (Equal-cost multi-path) est une stratégie de routage réseau qui permet au trafic d'un même flux, ayant la même source et la même destination, d'être transmis par plusieurs chemins de coût égal. En utilisant pleinement la bande passante inutilisée sur les liens vers la même destination, l'ECMP permet d'équilibrer la charge du trafic et d'optimiser l'utilisation de la bande passante ,.
Lorsqu'il transmet un paquet, l'algorithme de routage décide du chemin du prochain saut à utiliser. Pour ce faire, le dispositif prend en compte les champs de l'en-tête du paquet qui identifient un flux. Lorsque le protocole ECMP est utilisé, les chemins de saut suivant de coût égal sont identifiés sur la base de calculs de métriques de routage et d'algorithmes de hachage. Autrement dit, les itinéraires de coût égal ont les mêmes valeurs de préférence et de métrique, et le même coût pour le réseau. Le processus ECMP identifie un ensemble de routeurs, chacun d'entre eux étant un prochain saut légitime de coût égal vers la destination. Les routes identifiées sont appelées « ensemble ECMP ». Comme il ne concerne que le prochain saut vers une destination, l'ECMP peut être utilisé avec la plupart des protocoles de routage,.